# Ploos van Amstel

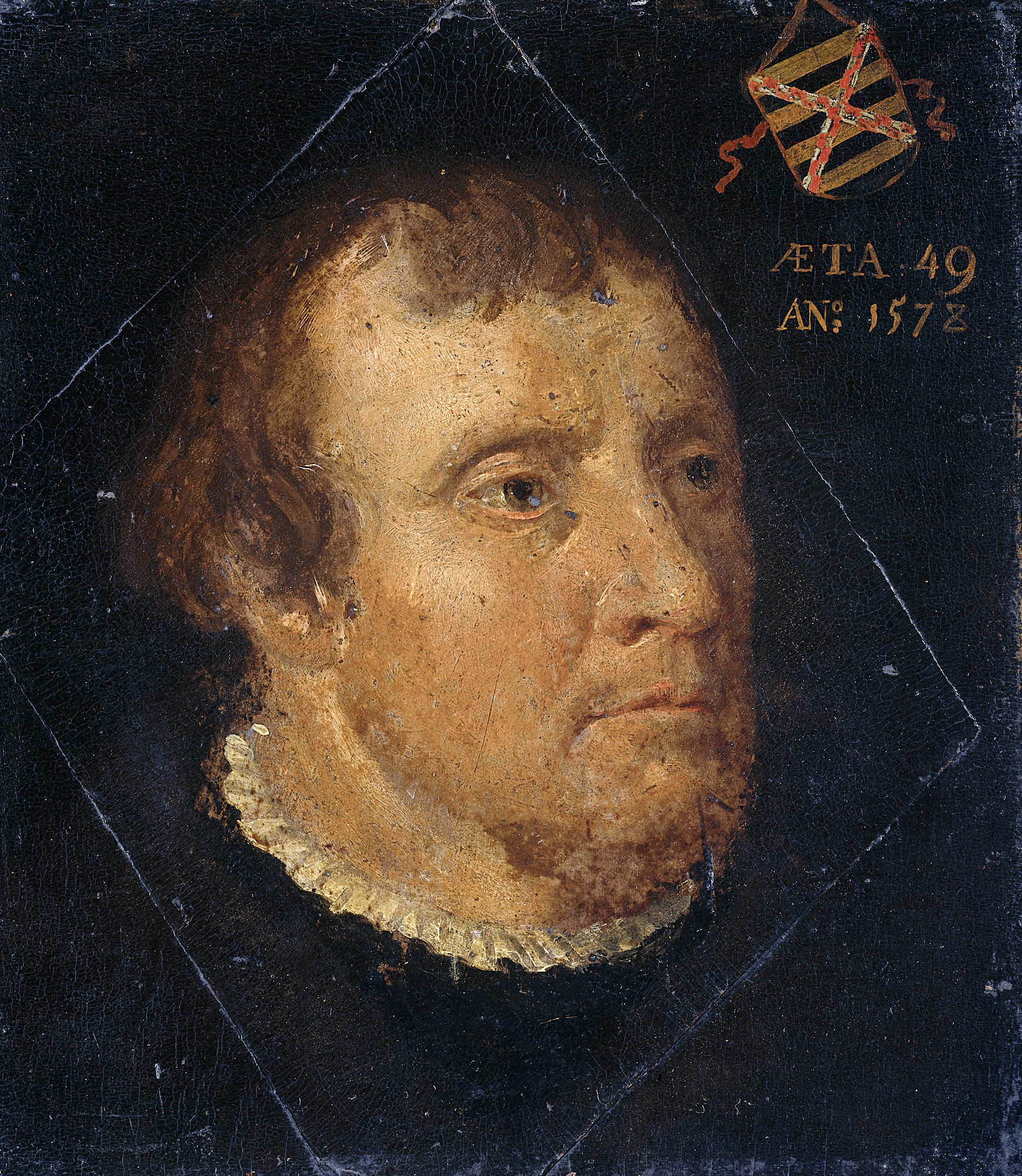
Portret van Willem Ploos van Amstel (1529-1603), schout van Loosdrecht. Rechtsboven het familiewapen.

Ploos van Amstel is een Nederlands geslacht, sinds 1864 behorende tot de Nederlandse adel en in 1918 opgenomen in het Nederland's Patriciaat.

## Geschiedenis
De bewezen stamreeks begint met Willem Woutersz. Ploos, geboren in 1447 en schout van Loosdrecht. Ook diens nakomelingen waren nog tot 1635 bestuurder in die plaats.
Bij besluit van Koning Lodewijk XIII van Frankrijk van april 1621 werd Adriaen Ploos, heer van Tienhoven, met zijn nakomelingen verheven in de Franse adel. Op verzoek van dezelfde Adriaen Ploos, heer van Oudegein, Lievendaal, Tienhoven en ’t Geyn, verklaarde prins Frederik Hendrik d.d. ’s-Gravenhage 20 maart 1636 dat de stam Ploos was gesproten uit het huis Van Amstel van Mijnden; dit laatste bleek echter onbewijsbaar.
Bij Koninklijk Besluit van 8 juli 1864 werd Johannes Ploos van Amstel (1804-1883) erkend te behoren tot de Nederlandse adel. Sinds die tijd hebben verschillende erkenningen plaatsgevonden, het laatst op 9 september 1988.
Een bekende telg van het geslacht was de 18e-eeuwse Cornelis Ploos van Amstel (1726 - 1798), die als een van de belangrijkste kunstverzamelaars van Nederland te boek staat. Hij was houthandelaar en makelaar in schepen en scheepsaandelen en de schoonzoon van de schilder Cornelis Troost.
Het familiewapen van Ploos van Amstel is in goud vier zwarte dwarsbalken en een schuinkruis, geschaakt in twee rijen van zilver en rood, over alles heen en een kroon met elf parels er boven. De claim van de familie af te stammen van het middeleeuwse adelsgeslacht van Amstel kon niet bewezen worden. Desalniettemin voert de familie Ploos van Amstel het wapen van die familie al sinds enige eeuwen. Het is, op de kleur van de dwarsbalken na - goud in plaats van zilver - met deze claim daarmee ook gelijk aan het Wapen van Loosdrecht.

## Enkele telgen
Jacob Ploos (van Amstel) (1630-1694), onder andere burgemeester van Naarden
- Cornelis Ploos van Amstel (1664-1705), bestuurder van Naarden
  - Theodorus Ploos van Amstel (1704-1769), ijzerhandelaar en poorter van Amsterdam
    - Pieter Ploos van Amstel (1732-1801), ijzerhandelaar en poorter van Amsterdam
      - Pieter Ploos van Amstel (1774-1808), koopman en poorter van Amsterdam
        - Jhr. Johannes Ploos van Amstel (1804-1883), koopman en tabaksfabrikant, als eerste opgenomen in de adel van het Nederlandse koninkrijk
          - Jhr. Jan Adriaan Gijsbert Ploos van Amstel (1843-1894), burgemeester van Maasland en van Wanneperveen
- Ds. Gerrit Ploos van Amstel (1667-1741), predikant
  - Pieter Ploos van Amstel (1704-1754), drogist en poorter van Amsterdam
    - Boudewijn Jacobus Ploos van Amstel (1749-1815), koopman en poorter van Amsterdam
      - Boudewijn Jacobus Ploos van Amstel (1801-1863), koopman
        - Jhr. mr. Boudewijn Jacobus Ploos van Amstel (1824-1885), rechter
        - Mr. Adriaan Ploos van Amstel (1834-1874), bankier
          - Jhr. Adriaan Adolph Ploos van Amstel (1861-1913), bankier en consul
            - Jhr. Adriaan Hendrik Ploos van Amstel (1904-1980)
              - Jhr. mr. Robert Jan Ploos van Amstel (1941), secretaris Raad van Bestuur, chef de famille

    - Jacobus Johannes Ploos van Amstel (1751-1812), koopman en poorter van Amsterdam
      - Johannes Jacobus Ploos van Amstel (1798-1882), gemeente-ontvanger
        - Ds. Johannes Jacobus Ploos van Amstel (1835-1895), predikant
          - Ds. Gerardus Ploos van Amstel (1867-1930), predikant
            - Jhr. Elisa Ploos van Amstel (1896-1943), lid firma Tiedeman & Van Kerchem
              - Jhr. Gerardus Ploos van Amstel (1920-1999), agent van De Nederlandsche Bank te Middelburg en publicist over de familie en enkele van haar leden
                - Jhr. drs. Elbert Ploos van Amstel (1954), beeldend kunstenaar; trouwde in 1994 met drs. Marjolijn Groustra (1956), beeldend kunstenaar
                - Prof. jhr. dr. Johannes Kristian (Hans Kristian) Ploos van Amstel (1959), emeritus hoogleraar Universiteit Utrecht

          - Herman Theodoor Ploos van Amstel (1869-1960), onderwijzer
            - Jhr. Johannes Jacobus Ploos van Amstel (1909-1994), leider researchgroep Philips' Natuurkundig Laboratorium
              - Prof. jhr. drs. Marinus Jan (Rien) Ploos van Amstel (1935-2014), hoogleraar logistiek Technische Universiteit Eindhoven
                - Jhr. dr. Walther Ploos van Amstel (1962), oud-hoogleraar aan de Koninklijke Militaire Academie, lector logistiek

        - Jacobus Anthonius Ploos van Amstel (1850-1914), firmant
          - Louwrens Ploos van Amstel (1882-1963), tuinarchitect
            - Jhr. Jaap Ploos van Amstel (1926-2022), kunstenaar

## Overige telgen
- Cornelis Ploos van Amstel (1726-1798), makelaar en kunstverzamelaar
- Jacob Ploos van Amstel (1735-1784), arts en drukker
- Adrianus Ploos van Amstel (1749-1816), voorzitter nationale vergadering Bataafse Republiek, lid Eerste en Tweede Nationale Vergadering, lid Constituerende Vergadering, lid Eerste Kamer Vertegenwoordigend Lichaam (1798-1801), lid Tweede Kamer Vertegenwoordigend Lichaam (1798-1801)

## Wapens

1864
1865
1922